# OpenSolaris Network Virtualization and Resource Control
OpenSolaris Network Virtualization and Resource Control — набор технологий для OpenSolaris, предназначенных для виртуализации сети. Данные технологии находятся в стадии разработки компанией Sun Microsystems и сообществом OpenSolaris (проект Crossbow). Проект является развитием технологии FireEngine Архивная копия от 9 марта 2010 на Wayback Machine в Solaris 10.
Проект Crossbow включает
- Экземпляры IP-стека (IP Instances)
- Виртуальные интерфейсы (VNIC)
- Управление потоком

## Виртуальные интерфейсы
Crossbow позволяет создавать на одном физическом до 899 виртуальных интерфейсов (VNIC). При этом каждый виртуальный интерфейс будет обладать собственными IP- и MAC-адресами. Помимо виртуальных интерфейсов, существуют виртуальные коммутаторы (etherstub), то есть виртуальные интерфейсы без IP-адреса и VLANы. Управление ими осуществляется при помощи команды dladm.
Создание виртуального интерфейса (VNIC):
```
# dladm create-vnic -d <физическое устройство> <vnic id>
```

Создание виртуального коммутатора (etherstub):
```
# dladm create-etherstub
```

Создание VLAN:
```
# dladm create-vlan
```

## Управление потоком
Crossbow даёт возможность:
- регулировать пропускную способность канала
- задавать минимальную пропускную способность
- устанавливать приоритет
- привязывать обработку потока к конкретному процессору или группе процессоров

Управление потоком осуществляется командой flowadm.

## Доступность
Crossbow доступен для пользователей Solaris с версии 10 8/07 и в OpenSolaris 2009.06.